# Gnamptogenys interrupta
Gnamptogenys interrupta é uma espécie de formiga do gênero Gnamptogenys.